# Didier Ratsiraka
Didier Ignace Ratsiraka  (Vatomandry, 4 de novembro de 1936 – Antananarivo, 28 de março de 2021) foi o Presidente de Madagascar de 1975 até 1993 e de 1997 até 2002.
Antes de ocupar a presidência, ocupou entre 1972 e 1975 o cargo de Ministro de Assuntos Exteriores durante o governo de Gabriel Ramanantsoa.
Conhecido como o "Almirante Vermelho", chegou ao poder depois de um golpe militar [carece de fontes?] e em 1976 fundou o partido político Vanguarda da Revolução Malgaxe (FNDR), de ideologia socialista. O partido foi renomeado em 1989, convertendo-se em AREMA (Andry sy Riana Enti-Manavotra an'i Madagasikara, "Pilar e Estrutura para a salvação de Madagáscar"). Seu governo autoritário findou em 1993, quando perdeu as eleições presidenciais para Albert Zafy. Zafy foi destituído pelo parlamento em 1996, e Ratsiraka conseguiu sua volta ao poder no início de 1997, quando ganhou as eleições presidenciais como candidato de seu partido, AREMA, em frente a seu rival Zafy e ao antigo primeiro-ministro deste, Norbert Ratsirahonana, presidente em exercício desde a destituição de Zafy.
Já em 2001 entretanto, a impopularidade de Ratsiraka tinha novamente se generalizado. Em dezembro daquele ano foi derrotado pelo prefeito de Antananarivo Marc Ravalomanana nas eleições presidenciais. Ainda que os números oficiais do Ministério do Interior malgaxe obrigassem à celebração de um segundo turno, os seguidores de Ravalomanana acusaram ao governo de fraude, e Marc Ravalomanana fez-se proclamar presidente. Em 22 de fevereiro de 2002, Ravalomanana realizou uma cerimônia de investidura num estádio de futebol de Antananarivo, enquanto Ratsiraka celebrou também sua investidura como presidente na cidade costeira de Toamasina, onde se tinha refugiado com seu governo. O conflito civil entre os dois presidentes rivais, que se estendeu ao exército, se prolongou durante vários meses até que Ravalomanana conseguiu consolidar seu poder, enquanto Ratsiraka perdia progressivamente seus apoios. Entre a última semana de junho e a primeira de julho, a Organização da Unidade Africana e os governos dos Estados Unidos e França, reconheceram finalmente Ravalomanana como presidente. Em 5 de julho de 2002, Ratsiraka fugiu do país rumo às Seychelles, de onde se transladaria à França.
Ratsiraka morreu em 28 de março de 2021, aos 84 anos de idade, em um hospital de Antananarivo.